# Martha Reeves (álbum)
Martha Reeves es el álbum debut homónimo de la cantante Martha Reeves. Fue publicado en abril de 1974 por el sello discográfico MCA Records. El álbum incluía su versión de la canción «Power of Love», que alcanzó el top 30 en la lista Hot Soul Singles.

## Recepción de la crítica
Un escritor no especificado de la revista Cash Box declaró: “Para aumentar su talento en este proyecto está Richard Perry, quien, como productor del trabajo de Martha, añade otra pluma a su gorra. Cada canción del álbum tiene una sensación especial, y la astuta habilidad de Perry para agregar brillo a quienquiera que esté trabajando se combina maravillosamente con la rica destreza vocal de Martha”. Un escritor no especificado de Billboard comentó: “La mayoría de nosotros recordamos a Martha Reeves como líder de uno de los grupos de soul más populares de la historia del pop, the Vendellas. Ahora, como solista y con la producción en línea de Richard Perry, ella ‘muestra signos de convertirse en una estrella aún más grande’. La Sra. Reeves posee una voz poderosa pero totalmente canonizada con un rango completo y ha elegido la combinación adecuada de canciones del área pop y soul para su set debut. La instrumentación y el respaldo vocal son casi impresionantes en algunas partes, y no hay ninguna razón por la cual el set no debería establecer a la Sra. Reeees como una estrella importante por segunda vez en su vida”.

## Rendimiento comercial
Billboard informó en la semana del 29 de junio de 1974 que Martha Reeves fue el quinto álbum más reproducido por las estaciones de rock progresivo. La semana siguiente, el álbum ascendió 4 puestos hasta convertiste en el álbum más reproducido de la semana.

## Lista de canciones
| Lado uno |                             |                                                           |          |  |
| N.º      | Título                      | Escritor(es)                                              | Duración |  |
| 1.       | «Wild Night»                | Van Morrison                                              | 3:28     |  |
| 2.       | «You've Got Me for Company» | Billy Preston Bruce Fisher                                | 2:33     |  |
| 3.       | «Facsimile»                 | Martha Reeves Leon Patillo                                | 3:04     |  |
| 4.       | «Ain't That Peculiar»       | Smokey Robinson Marvin Tarplin Warren Moore Robert Rogers | 3:25     |  |
| 5.       | «Dixie Highway»             | Carole King                                               | 3:45     |  |
| 6.       | «Power of Love»             | Kenneth Gamble Leon Huff Joe Simon                        | 3:13     |  |

| Lado dos |                                  |                             |          |  |
| N.º      | Título                           | Escritor(es)                | Duración |  |
| 1.       | «My Man (You Changed My Tune)»   | Vini Poncia Cynthia Webb    | 4:04     |  |
| 2.       | «Sweet Misery»                   | Hoyt Axton                  | 3:52     |  |
| 3.       | «I've Got to Use My Imagination» | Gerry Goffin Barry Goldberg | 3:59     |  |
| 4.       | «Storm in My Soul»               | Poncia John Vastano         | 4:09     |  |
| 5.       | «Many Rivers to Cross»           | Jimmy Cliff                 | 3:42     |  |

- Los lados uno y dos fueron combinados como pista 1–11 en la reedición de CD.

| Bonus tracks (2005 Hip-O Select reissue) |                                              |                          |          |  |
| N.º                                      | Título                                       | Escritor(es)             | Duración |  |
| 12.                                      | «Our Day Will Come» (previously unreleased)  | Mort Garson Bob Hilliard | 4:01     |  |
| 13.                                      | «I Sure Do Love You» (previously unreleased) |                          | 3:12     |  |
| 14.                                      | «Stand by Me» (B-Side to «Power of Love»)    | Poncia Vastano Reeves    | 3:31     |  |

## Créditos y personal
Créditos adaptados desde las notas de álbum de Martha Reeves.
| Lado uno 1. «Wild Night» - Martha Reeves – voz principal y coros - Jim Keltner – batería - James Jamerson – bajo eléctrico - Nicky Hopkins – piano - Lon Van Eaton – guitarra - Arthur Adams – guitarra - Danny Faragher – órgano - Malcolm Cecil – sintetizador - Robert Margouleff – sintetizador - Trevor Lawrence – trompa, arreglos - Steve Madaio – trompa - Bobby Keys – trompa 2. «You've Got Me for Company» - Martha Reeves – voz principal y coros - James Gadson – batería - Melvin “wah-wah” Ragin – guitarra - Russ Turner – piano - Henry Davis – bajo eléctrico - Richard Perry – percusión - Trevor Lawrence – arreglos 3. «Facsimile» - Martha Reeves – voz principal y coros - Leon Patillo – piano, coros - Jimmie Calhoun – bajo eléctrico - Lenny Lee Goldsmith – órgano - Melvin “wah-wah” Ragin – guitarra - Travis Fullerton – batería - Carol Kafi – coros - King Errisson – percusión 4. «Ain't That Peculiar» - Martha Reeves – voz principal y coros - Dennis Coffey – guitarra - Melvin “wah-wah” Ragin – guitarra - Dean Parks – guitarra - James Jamerson – bajo eléctrico - James Gadson – batería - King Errisson – conga - William D. Smith – órgano - Larry Nash – piano - Trevor Lawrence – trompa, arreglos - Steve Madaio – trompa - Bobby Keys – trompa 5. «Dixie Highway» - Martha Reeves – voz principal y coros - Billy Preston – órgano - Clarence MacDonald – piano - Jim Keltner – batería - Klaus Voormann – bajo eléctrico - Lon Van Eaton – guitarra - Danny Faragher – armónica - The Avalon Carver Community Choir – coros 6. «Power of Love» - Martha Reeves – voz principal y coros - Jim Keltner – batería - James Jamerson – bajo eléctrico - Dennis Coffey – guitarra - Dean Parks – guitarra - Joe Sample – piano - Ralph MacDonald – percusión - Clydie King – coros - James Taylor – arreglos | Lado dos 1. «My Man (You Changed My Tune)» - Martha Reeves – voz principal y coros - Nicky Hopkins – piano - Klaus Voormann – bajo eléctrico - Jim Keltner – batería - Arthur Adams – guitarra - D. Lloyd Gregory – guitarra - Vini Poncia – guitarra acústica - Lon Von Eaton – guitarra acústica, solo de guitarra - Derek Van Eaton – guitarra acústica - Milt Holland – vibráfono - Trevor Lawrence – arreglos 2. «Sweet Misery» - Martha Reeves – voz principal y coros - James Gadson – batería - Basie Green – bajo eléctrico - Kenny Asher – clavinet, órgano - Jesse Butler – piano - Melvin “wah-wah” Ragin – guitarra - Dennis Coffey – guitarra - Hoyt Axton – guitarra - King Errisson – percusión - Trevor Lawrence – trompa, arreglos - Steve Madaio – trompa - Clydie King – coros - Jimmy Gilstrap – coros 3. «I've Got to Use My Imagination» - Martha Reeves – voz principal y coros - Nicky Hopkins – piano eléctrico - Klaus Voormann – bajo eléctrico - Melvin “wah-wah” Ragin – guitarra - Arthur Adams – guitarra - Jim Keltner – batería - King Errisson – conga - Trevor Lawrence – arreglos 4. «Storm in My Soul» - Martha Reeves – voz principal y coros - Jim Keltner – batería - Klaus Voormann – bajo eléctrico - Melvin “wah-wah” Ragin – guitarra - Dennis Coffey – guitarra - Tom “the bomb” Hensley – piano - Richard Perry – percusión - Trevor Lawrence – trompa, arreglos - Steve Madaio – trompa - Bobby Keys – trompa - Vini Poncia – armonía, coros - Jimmy Gilstrap – coros - Clydie King – coros 5. «Many Rivers to Cross» - Martha Reeves – voz principal y coros - William D. Smith – órgano, piano - James Gadson – batería - Derek Van Eaton – bajo eléctrico - Melvin “wah-wah” Ragin – guitarra - The Avalon Carver Community Choir – coros |

Personal técnico
- Richard Perry – productor
- Bill Schnee – ingeniero de audio, mezclas
- Andrew Berliner – ingeniero de audio
- Douglas Sax – masterización
- Ed Caraeff – director artístico, fotografía
- David Larkham – director artístico, diseño

## Posicionamiento
| Gráfica (1974)                | Pico de posición |
| ----------------------------- | ---------------- |
| Australia (Kent Music Report) | 94               |